# USS Childs (DD-241)
USS Childs (DD-241) là một tàu khu trục lớp Clemson được Hải quân Hoa Kỳ chế tạo vào cuối Chiến tranh Thế giới thứ nhất, được cải biến thành tàu tiếp liệu thủy phi cơ AVP-14 rồi là AVD-1, đã tiếp tục phục vụ trong Chiến tranh Thế giới thứ Hai, và hoạt động cho đến khi xung đột kết thúc. Nó là chiếc tàu chiến duy nhất của Hải quân Hoa Kỳ được đặt tên theo Trung úy Hải quân Earle W. F. Childs (1893-1918), người tử trận trong Thế Chiến I.

## Thiết kế và chế tạo
Childs được đặt lườn vào ngày 19 tháng 3 năm 1919 tại xưởng tàu của hãng New York Shipbuilding Corporation. Nó được hạ thủy vào ngày 15 tháng 9 năm 1920, được đỡ đầu bởi bà E. W. F. Childs, vợ góa Trung úy Childs; và được đưa ra hoạt động vào ngày 22 tháng 10 năm 1920 dưới quyền chỉ huy của Hạm trưởng, Trung tá Hải quân I. H. Mayfield.

## Lịch sử hoạt động

### Giữa hai cuộc thế chiến
Đi đến Gibraltar vào ngày 14 tháng 2 năm 1921, Childs gia nhập Lực lượng Hải quân Hoa Kỳ tại châu Âu, và đã tuần tra Địa Trung Hải, biển Adriatic, Bắc Hải và biển Baltic cho đến ngày 25 tháng 11, khi nó đi đến Constantinople, Thổ Nhĩ Kỳ. Tại đây, nó tham gia đội cứu trợ được gửi đến Nga vào đầu năm 1922, và tiếp tục ở lại Bắc Hải làm nhiệm vụ ngoại giao cho đến ngày 1 tháng 4. Vào ngày 8 tháng 7, nó khởi hành từ Cherbourg để quay về Hoa Kỳ, về đến Philadelphia, Pennsylvania vào ngày 29 tháng 7.
Childs tiến hành các hoạt động huấn luyện, và tham gia cùng các con tàu khác trong việc thực tập hạm đội dọc theo bờ biển Đại Tây Dương và vùng biển Caribe cho đến ngày 14 tháng 2 năm 1925, khi nó cùng Hạm đội Tuần tiễu rời vịnh Guantánamo, Cuba để tập trận hạm đội quy mô lớn tại vùng quần đảo Hawaii, rồi quay trở về vùng bờ Đông. Trong các năm 1932, 1933 và 1934, việc tập trung hạm đội để tập trận Vấn đề Hạm đội được tổ chức tại vùng bờ Tây, có sự tham gia của Childs. Khi cảng nhà của nó được chuyển đến San Diego, California vào ngày 9 tháng 11 năm 1934, nó phục vụ như là soái hạm của Đội Khu trục 8 Dự bị Luân phiên thuộc Lực lượng Tuần tiễu từ ngày 5 tháng 1 đến ngày 15 tháng 6, khi nó được cho nhập biên chế đầy đủ. Nó trải qua mùa Hè năm 1935 tuần tra ngoài khơi bờ biển Tây Bắc thuộc Thái Bình Dương và Alaska.
Đến năm 1936, Childs quay trở lại vùng bờ Đông để đại tu, rồi quay lại nhận nhiệm vụ tại San Diego, nhiều lần đi đến vùng quần đảo Hawaii cho đến ngày 14 tháng 5 năm 1938, khi nó lên đường đi Philadelphia để được cải biến thành một tàu tiếp liệu thủy phi cơ. Được xếp lại lớp với ký hiệu lườn AVP-14, nó lần đầu tiên phục vụ trong vai trò mới trong cuộc tập trận hạm đội thường niên năm 1939 tổ chức tại khu vực giữa bờ biển Florida và San Juan, Puerto Rico. Sau khi được hoàn tất những công việc trang bị cuối cùng tại Philadelphia, nó lên đường đi đến căn cứ mới tại Trân Châu Cảng, đến nơi vào ngày 29 tháng 6. Nó tiếp liệu cho các thủy phi cơ tại đây cũng như các máy bay canh phòng ngoài khơi Midway, Wake và Guam cho đến ngày 1 tháng 10 năm 1940, khi nó được xếp lại lớp với ký hiệu lườn mới AVD-1, và được điều đến Hạm đội Á Châu. Nó rời Hawaii ngày hôm sau để đi Cavite, Philippines, đến nơi vào ngày 1 tháng 11, và bắt đầu phục vụ các phi đội tuần tra.

### Thế Chiến II

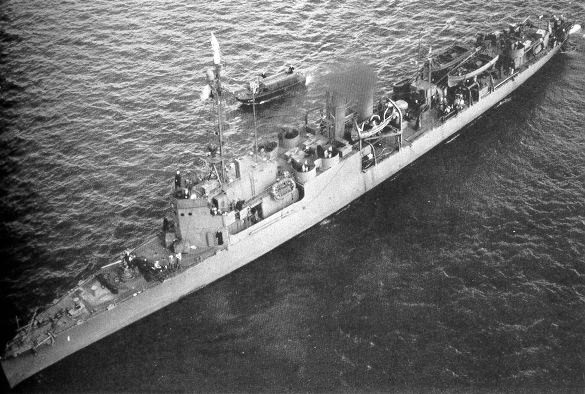
USS Childs vào năm 1944

Khi chiến tranh với Đế quốc Nhật Bản bùng nổ, Childs đang ở trong Xưởng hải quân Cavite để sửa chữa, và khi máy bay tàn phá xưởng tàu này vào ngày 10 tháng 12 năm 1941, nó tránh được hư hại nhờ cơ động lẩn tránh bên trong khu vực cảng giới hạn này. Nó tiếp liệu cho các thủy phi cơ PBY Catalina thuộc Không đoàn Tuần tra 10 tại Manila thêm 4 ngày nữa, rồi bắt đầu một cuộc rút lui kéo dài hết căn cứ này đến căn cứ khác. Khi rời cảng Kendari vào ngày 24 tháng 1 năm 1942, nó lẩn tránh hạm đội Nhật đang tấn công trong một cơn mưa giông và sống sót qua một cuộc không kích. Tại Surabaya, các tàu tiếp liệu Childs, Heron và William B. Preston luân phiên phục vụ tiếp liệu cho Không đoàn 101 đang tuần tra tại vùng eo biển Makassar. Cuối cùng nó đi đến vịnh Exmouth, Australia vào ngày 28 tháng 2 năm 1942. Từ Fremantle và các cảng khác thuộc Western Australia, Childs tiếp tục vai trò tàu tiếp liệu cho đến ngày 12 tháng 8 năm 1944. Trong thời gian này, máy bay do nó tiếp liệu đã trinh sát và ném bom các vị trí và tàu bè của quân Nhật cũng như thả mìn tại vùng biển ngoài khơi Balikpapan, Borneo, đồng thời thực hiện các phi vụ giải cứu.
Childs quay trở về vùng bờ Tây vào ngày 19 tháng 9 năm 1944 để được đại tu. Sau đó nó tiến hành các hoạt động huấn luyện ngoài khơi vùng bờ Tây cho đến khi chiến tranh kết thúc. Nó được cho ngừng hoạt động vào ngày 10 tháng 12 năm 1945, và bị bán để tháo dỡ vào ngày 3 tháng 1 năm 1946.

## Phần thưởng
Childs được tặng thưởng một Ngôi sao Chiến trận do thành tích phục vụ trong Chiến tranh Thế giới thứ hai.